# René Hofman
René Hofman (født 8. marts 1961 i Heerlen, Holland) er en hollandsk tidligere fodboldspiller (kant).
Hofman spillede én kamp for Hollands landshold, en EM-kvalifikationskamp mod Malta 19. december 1982. På klubplan spillede han hele sin karriere i hjemlandet, hvor han repræsenterede Roda, Fortuna Sittard og Feyenoord.